# Sam Allardyce
Samuel "Sam" Allardyce (født 19. oktober 1954) er en tidligere professionel fodboldspiller og tidligere manager for Everton F.C.. I juli 2016 blev han udnævnt som ny landstræner for England. Efter bare en enkelt kamp i spidsen for det engelske landshold fik karrierens hidtidige højdepunkt en brat og skandaløs afslutning da Allardyce blev afskediget efter kun en enkelt kamp. Avisen Daily Telegraph afslørede at "Big Sam" på optagelser med skjult kamera havde tilbudt sin hjælp, mod klækkelig betaling, til journalister der udgav sig for at være rigmænd der var interesserede i at omgå engelske regler som forbyder tredjepartsejerskab af spillere.
Som fodboldspiller havde han over 400 optrædener, hvor han spillede for Bolton Wanderers, Sunderland, Millwall, Tampa Bay Rowdies, Coventry City, Huddersfield Town, Preston North End, West Bromwich Albion og Limerick FC.
Han har tidligere trænet blandt andet Bolton, Newcastle United, Blackburn og Sunderland A.F.C.

## Tidlige liv og spillerkarriere
Allardyce blev født i 1954 i Dudley, Worcestershire. Han var søn af Robert Allardyce (1916-1989)[kilde mangler] og Mary Agnes Allardyce (1918-1991).[kilde mangler] Han har en ældre bror, Robert Jr., som blev født i 1951.[kilde mangler]
Han blev uddannet på Sycamore Green Primary School og senere på Wren's Nest gymnasiet. Han var i drengeårene Wolves-fan[kilde mangler] og deltog regelmæssigt Molineux og så dem spille.
Han fik kontrakt i Bolton Wanderers som centerforsvarer i 1973 og huskes bedst som en spiller, der var en del af det hold, der vandt andendivisionstitlen i 1977-78 og sikrede oprykning til første division.
Allardyce blev købt af Ken Knighton til Sunderland. Han nåede at spille 25 gange i 1980-81 sæsonen. Han spillede også for Huddersfield Town, Coventry City, Millwall og Preston North End.